# Weź, co się należy
Weź, co się należy – singel zespołu Grupa Operacyjna pochodzący z albumu „Terapia szokowa”. Został wydany także jako osobny singel w 2004 roku.

## Utwory na singlu
1. Weź, co się należy (wersja płytowa)
2. Weź, co się należy (Lhama Temple Remix)